# Preise dein Glücke, gesegnetes Sachsen, BWV 215
Preise dein Glücke, gesegnetes Sachsen, BWV 215 (Doneu gràcies per la teva sort, Saxònia benaurada), és una cantata profana de Johann Sebastian Bach, en honor del príncep elector de Saxònia, Frederic August II, estrenada a Leipzig el 5 d'octubre de 1734.

## Origen i context
El llibret és de Johann Christoph Clauder, professor de la Universitat, i fou escrit específicament per a l'ocasió. L'octubre de 1734, amb motiu de la Fira de Sant Miquel, el Príncep elector de Saxònia i Rei de Polònia, Frederic August II visità Leipzig, i la Universitat li oferí una recepció solemne per celebrar l'ascensió al tron polonès i el seu aniversari, que era el 7 d'octubre. Fou interpretada com a serenata a l'aire lliure, davant del palau on s'hostatjava. El text s'aparta de les representacions al·legòriques i dels personatges mitològics, típics d'aquestes circumstàncies; se centra en l'exaltació i glorificació del rei, ple d'al·lusions als fets ocorreguts, i escrit en un estil adulador i confús. L'obra, designada com Drama per musica overo Cantata gratulatoria en la partitura original, fou composta amb molta pressa i Bach emprà material de composicions anteriors; el cor inicial prové d'una cantata, del mateix estil, de l'any 1732 que no s'ha conservat. Les àries dels números 3 i 5 ho fan d'una altra cantata no identificada; en canvi l'ària de soprano del número 7 és original i, posteriorment, fou aprofitada en la cinquena part de l'Oratori de Nadal, BWV 248, confiada ara al baix.

## Anàlisi
Obra escrita per a soprano, tenor, baixi doble cor; tres trompetes, timbals, dues flautes travesseres, dos oboès, dos oboè d'amor, corda i baix continu. Consta de nou números
1. Cor: Preise dein Glücke, gesegnetes Sachsen (Doneu gràcies per la teva sort, Saxònia benaurada)
2. Recitatiu (tenor): Wie können wir, großmächtigster August  (De quina manera, August poderós)
3. Ària (tenor): Freilich trotzt Augustus' Name (El nom d'August certament)
4. Recitatiu (baix): Was hat dich sonst, Sarmatien, bewogen (Samàrtia, digues per quina raó)
5. Ària (baix): Rase nur, verwegner Schwarm (Sollevat, esvalotada caterva,)
6. Recitatiu (soprano): Ja, ja! Gott ist uns noch mit seiner Hülfe nah (Sí, sí! A prop tenim Déu amb la seva ajuda)
7. Ària (soprano): Durch die von Eifer entflammeten Waffen (Amb les armes d'ardor abrandades)
8. Recitatiu (tenor, baix i soprano):  Laß doch, o teurer Landesvater, zu,  (Vulguis, O monarca estimat,)
9. Cor:  Stifter der Reiche, Beherrscher der Kronen,  (Protector dels regnes, sobirà de les corones)

El poderós cor inicial prové d'una cantata perduda Anh. I, 11, amb text de Picander – que s'havia interpretat el 3 d'agost de 1732, per a l'onomàstica del Príncep elector – i que posteriorment Bach aprofitarà en l'hosanna de la Missa en si menor, BWV 232. Hi ha una participació rellevant dels instruments de vent, molt adequats a una interpretació a l'aire lliure, la part vocal consta de dos cors a quatre veus cadascun. El recitatiu de tenor del segon número va acompanyat pels dos oboès i el continu i, segueix, el mateix tenor en una ària festiva, on la corda i els oboès doblen els violins. A continuació intervé el baix, primer en un recitatiu sense res a destacar i, després, una ària amb una música que reflecteix el caràcter imprecatori, gairebé violent del text, dirigit als enemics del rei. El soprano participa en el recitatiu del número 6 acompanyat de les dues flautes, en un passatge que sembla expressar l'assistència divina al·ludida en el text, i en l'ària següent, la més original de tota l'obra, acompanyat per tres línies instrumentals: la parella de flautes, l'oboè d'amor i violins a l'uníson sense baix continu. L'últim recitatiu aplega les tres veus solistes, entren primer el tenor i el baix, després l'orquestra, quan es parla de la guerra, i, finalment, el soprano abans que tots tres cantin un concertant sobre el continu. Un cor a quatre veus, articulat en períodes de quatre compassos tanca l'obra que té una durada aproximada d'uns trenta-cinc minuts.

## Discografia seleccionada
- J.S. Bach: Secular Cantatas BWV 208 & 215. Gustav Leonhardt, Orchestra of the Age of Enlightenment, Monika Frimmer, John Elwes, David Wilson-Johnson. (Philips), 1996.
- J.S. Bach: Secular Cantatas BWV 214 & 215. Helmuth Rilling, Bach-Collegium Stuttgart, Gächinger Kantorei Stuttgart, Sibylla Rubens, Markus Schäfer, Dietrich Henschel. (Hänssler), 1999.
- J.S. Bach: Secular Cantatas, BWV 206 & 215.Vol. VI. Peter Schreier, Kammerorchester Berlin, Edith Mathis, Peter Schreier, Siegfried Lorenz. (Berlin Classics), 1981.
- J.S. Bach: Complete Cantatas Vol. 4. Ton Koopman, Amsterdam Baroque Orchestra & Choir, Els Bongers, Paul Agnew, Klaus Mertens. (Challenge Classics), 2006.